# 伊娃·扎尼基
伊娃·扎尼基（義大利語：Iva Zanicchi，1940年1月18日—）是意大利一位次女高音流行歌手以及政治人物，曾三度斬獲聖雷莫音樂節的奖项。1969年，她代表意大利参加在马德里举行的欧洲歌唱大赛，最終获得第13名。2004年，她代表意大利力量黨角逐欧洲议会議員，雖然她获得了近35,000選票，但未能当选。